# Zeppelin NT
Zeppelin NT ("Neue Technologie", njemački za "nova tehnologija) je klasa zračnih brodova koji se od 1990. proizvode u njemačkoj tvrtki Zeppelin Luftschifftechnik GmbH (ZLT) u Friedrichshafenu. Početni model novog cepelina bio je NT07. Tvrtka se može smatrati nasljednikom poduzeća čiji je osnivač Ferdinand von Zeppelin konstruirao vrlo uspješne zračne brodove u prvoj trećini 20. stoljeća. Postoje, međutim, brojne značajne razlike između Zeppelina NT-a i letjelica tih dana, kao i između Zeppelin NT-a i danas uobičajenih ne-krutih letjelice poznatijih kao blimp. Zeppelin NT se klasificira kao polukruti cepelin.

## Tehničke karakteristike
Izvori podataka: Podatci iz Jane's All The World's Aircraft 2003–2004
Osnovne karakteristike
- posada: 2
- kapacitet: 12 putnika ili 1.900 kg korisnog tereta
- dužina: 75 m
- visina: 17,40 m
- širina trupa: 14,6 m

Letne karakteristike
- najveća brzina: 125 km/h
- ekonomska brzina: 115 km/h
- dolet: 900 km
- najveća visina leta: 2.600 m